# MTV Europe Music Awards 2022
Les MTV Europe Music Awards 2022, dont il s'agit de la vingt-neuvième édition, se sont déroulés le 13 novembre 2022 au PSD Bank Dome de Düsseldorf. 

## Déroulement

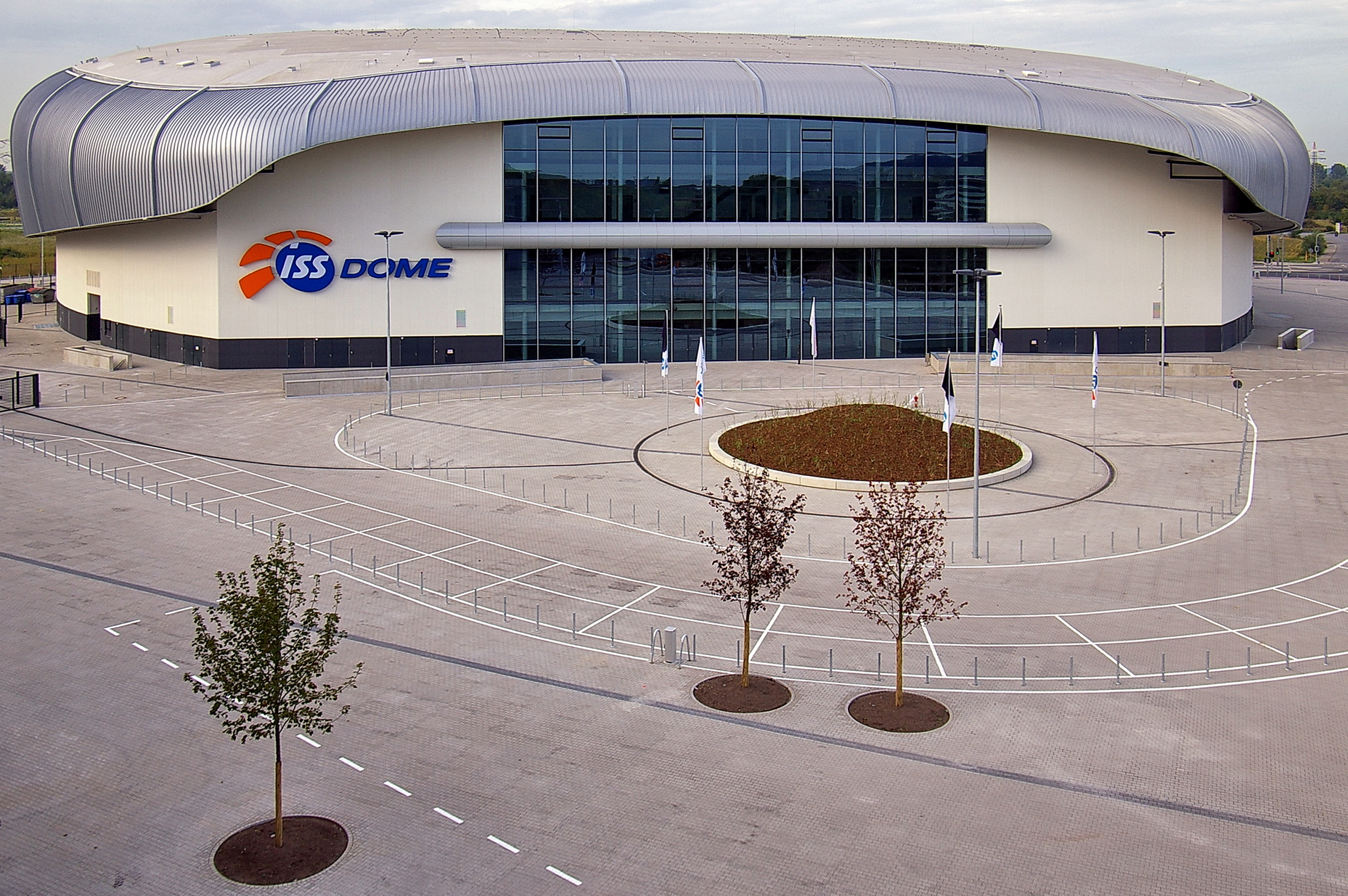
PSD Bank Dome : lieu de la cérémonie.

La cérémonie a été présentée par la chanteuse britannique Rita Ora et le scénariste néo-zélandais Taika Waititi. Les nominations ont été annoncées le 12 octobre 2022. L'artiste le plus nommé est Harry Styles, qui a obtenu sept nominations. Taylor Swift suit avec six, ce qui fait d'elle l'artiste féminine la plus nommée. Nicki Minaj et Rosalía sont à égalité pour cinq nominations, ce qui fait de Nicki Minaj la rappeuse la plus nommée. Blackpink est le groupe le plus nommé, et est devenu le premier groupe de K-pop à être nommé pour le prix du « meilleur clip ».
Deux nouvelles catégories ont été introduites : « meilleur clip long format » et « meilleure performance dans le métavers ». Les prix du « meilleur artiste RnB » et du « meilleur concert » ont été réintroduits pour cette édition.
Taylor Swift a remporté le plus grand nombre de récompenses au cours de la cérémonie, avec quatre prix.

## Performances
De nombreux artistes invités se sont produits sur scène au cours de la soirée,.
- Armani White — Goated / Billie Eilish (avant le début du show lors du tapis rouge)
- David Guetta (feat.  Bebe Rexha) — I'm Good (Blue) (ouverture)
- Muse — Will of the People
- Ava Max — Million Dollar Baby
- Gorillaz (feat.  Thundercat) — Cracker Island (en direct depuis la salle de concert de Düsseldorf)
- Stormzy — Firebabe
- OneRepublic — I Ain't Worried
- GAYLE — ABCDEFU
- Lewis Capaldi — Forget Me
- Tate McRae — She's All I Wanna Be / Uh Oh
- Kalush Orchestra — Stefania
- Spinall,  Äyanna,  Nasty C — Power (Remember Who You Are)

## Présentation
- Becca Dudley et Jack Saunders on présenté le tapis rouge
- Rita Ora et Taika Waititi ont présenté la cérémonie et ont remis les prix pour les catégories « meilleur artiste pop » et « meilleure chanson »
- Julian Lennon a remis le prix pour la catégorie « meilleur clip long format »
- Leomie Anderson and Leonie Hanne ont remis le prix pour la catégorie « meilleur artiste rock »
- Pos a remis le prix pour la catégorie « Révélation 2022 »
- Lauren Spencer-Smith and Sam Ryder ont remis le prix pour la catégorie « meilleur révélation »
- David Hasselhoff a remis le prix pour la catégorie « meilleur artiste »
- Luis Gerardo Méndez et Miguel Ángel Silvestre ont remis le prix pour la catégorie « meilleur artiste latino »

## Prix internationaux
Les vainqueurs sont en gras.

### Meilleure chanson
- Harry Styles — As It Was
- Bad Bunny (feat.  Chencho Corleone) — Me Porto Bonito
- Jack Harlow — First Class
- Lizzo — About Damn Time
- /  Nicki Minaj — Super Freaky Girl
- Rosalía — Despechá

### Meilleur artiste
- Adele
- Beyoncé
- Harry Styles
- Nicki Minaj
- Rosalía
- Taylor Swift

### Meilleure collaboration
- Megan Thee Stallion (feat.  Dua Lipa) — Sweetest Pie
- Post Malone (feat.  Doja Cat) — I Like You (A Happier Song)
- Bad Bunny (feat.  Chencho Corleone) — Me Porto Bonito
- Tiësto (feat.  Ava Max) — The Motto
- David Guetta (feat.  Bebe Rexha) — I'm Good (Blue)
- Shakira (feat.  Rauw Alejandro) — Te Felicito
- DJ Khaled (feat.  Drake et  Lil Baby) — Staying Alive

### Meilleur concert
- Coldplay
- Ed Sheeran
- Harry Styles
- Lady Gaga
- Kendrick Lamar
- The Weeknd

### Révélation 2022
- Tems
- GAYLE
- Baby Keem
- Stephen Sanchez
- Seventeen
- Dove Cameron

### Meilleur clip
- Harry Styles — As It Was
- Blackpink — Pink Venom
- Doja Cat — ''Woman
- Kendrick Lamar — The Heart Part 5
- /  Nicki Minaj — Super Freaky Girl
- Taylor Swift  — All Too Well (10 Minute Version) (Taylor's Version)

### Meilleur clip long format
- Taylor Swift  — All Too Well (10 Minute Version) (Taylor's Version)
- Foo Fighters — Studio 666
- Taylor Hawkins Tribute Concert — Wembley Stadium, Londres
- Rosalía — MOTOMAMI (ROSALÍA TikTok LIVE Performance)
- Stormzy — Mel Made Me Do It

### Meilleur clip engagé
- Ed Sheeran (feat.  Lil Baby) — 2step
- Kendrick Lamar — The Heart Part 5
- Latto — P*ssy
- Lizzo — About Damn Time
- Sam Smith (feat.  Kim Petras) — Unholy
- Stromae — Fils de joie

### Meilleur artiste pop
- Billie Eilish
- Doja Cat
- Ed Sheeran
- Harry Styles
- Taylor Swift
- Lizzo

### Meilleur artiste K-pop
- Blackpink
- BTS
- Itzy
- Seventeen
- Twice
- /  Lisa

### Meilleur artiste latino
- Anitta
- Bad Bunny
- J. Balvin
- Becky G
- Rosalía
- Shakira

### Meilleur artiste hip-hop
- Kendrick Lamar
- Lil Baby
- Megan Thee Stallion
- /  Nicki Minaj
- Future
- Jack Harlow
- Drake

### Meilleur artiste électro
- Calvin Harris
- David Guetta
- Marshmello
- Swedish House Mafia
- Tiësto
- DJ Snake

### Meilleur artiste rock
- Foo Fighters
- Måneskin
- Muse
- Red Hot Chili Peppers
- Liam Gallagher
- The Killers

### Meilleur artiste alternatif
- Tame Impala
- Twenty One Pilots
- Imagine Dragons
- Panic! at the Disco
- YUNGBLUD
- Gorillaz

### Meilleur artiste RnB
- H.E.R.
- Chlöe
- Khalid
- Giveon
- Summer Walker
- SZA

### Meilleure fan base
- Taylor Swift
- BTS
- /  Nicki Minaj
- BLACKPINK
- Harry Styles
- Lady Gaga

### Meilleur artiste MTV PUSH
- Nessa Barrett
- SEVENTEEN
- Mae Muller
- GAYLE
- Shenseea
- Omar Apollo
- Wet Leg
- Muni Long
- Doechii
- Saucy Santana
- Stephen Sanchez
- Jvke

### Meilleure performance dans le métavers
- BTS — 'Butter' and 'Permission' to Dance Minecraft concert!
- Justin Bieber — Wave Presents: Justin Bieber - An Interactive Virtual Experience
- Blackpink — BLACKPINK X PUBG MOBILE 2022 IN-GAME CONCERT : [THE VIRTUAL]
- Twenty One Pilots — Roblox presents Twenty One Pilots Concert Experience
- Charli XCX — Samsung Superstar Galaxy Concert Charli XCX – Roblox

## Prix régionaux
Les vainqueurs sont en gras.

### Europe

#### Meilleur artiste allemand
- Badmómzjay
- Giant Rooks
- Nina Chuba
- Leony
- Kontra K

#### Meilleur artiste britannique et irlandais
- Adele
- Cat Burns
- Dave
- Harry Styles
- Lewis Capaldi

#### Meilleur artiste espagnol
- Bad Gyal
- Dani Fernández
- Fito y Fitipaldis
- Quevedo
- Rosalía

#### Meilleur artiste français
- /  Amir
- Aya Nakamura
- Orelsan
- Soolking
- Tayc

#### Meilleur artiste hongrois
- Beton.Hofi
- Carson Coma
- Дeva
- Elefánt
- Krúbi

#### Meilleur artiste italien
- Ariete
- Blanco
- Elodie
- Måneskin
- Pinguini Tattici Nucleari

#### Meilleur artiste israélien
- Anna Zak
- Mergui
- Noa Kirel
- Nunu
- Shahar Saul

#### Meilleur artiste néerlandais
- Antoon
- Frenna
- Goldband
- Rondé
- Yade Lauren

#### Meilleur artiste polonais
- Julia Wieniawa
- Margaret
- Mata
- Ralph Kaminski
- Young Leosia

#### Meilleur artiste portugais
- Bárbara Bandeira
- Ivandro
- Julinho KSD
- Syro
- T-Rex

#### Meilleur artiste scandinave
- Kygo
- MØ
- Sigrid
- Swedish House Mafia
- Tove Lo

#### Meilleur artiste suisse
- Loredana
- Patent Ochsner
- Marius Bear
- Faber
- Priya Ragu

### Afrique

#### Meilleur artiste africain
- Ayra Starr
- Black Sherif
- Burna Boy
- Musa Keys
- Tems
- Zuchu

### Asie

#### Meilleur artiste asiatique
- TXT
- Niki
- Maymay Entrata
- SILVY
- The Rampage from Exile Tribe

#### Meilleur artiste indien
- Armaan Malik
- Badshah
- Zephyrtone
- Gurbax
- Raja Kumari

### Australie et Nouvelle-Zélande

#### Meilleur artiste australien
- Genesis Owusu
- G Flip
- Ruel
- The Kid Laroi
- Vance Joy

#### Meilleur artiste néo-zélandais
- Benee
- Coterie
- L.A.B.
- Lorde
- Shouse

### Amérique

#### Meilleur artiste américain
- Billie Eilish
- Doja Cat
- Jack Harlow
- Lil Nas X
- Lizzo
- Taylor Swift

#### Meilleur artiste brésilien
- Anitta
- Gloria Groove
- L7NNON
- Manu Gavassi
- Xamã

#### Meilleur artiste canadien
- Avril Lavigne
- Drake
- Johnny Orlando
- Tate McRae
- The Weeknd

#### Meilleur artiste caribéen
- Bad Bunny
- Daddy Yankee
- Myke Towers
- Natti Natasha
- Rauw Alejandro

#### Meilleur artiste du Nord de l'Amérique latine
- Danna Paola
- Kenia Os
- Kevin Kaarl
- Natanael Cano
- Santa Fe Klan

#### Meilleur artiste du Centre de l'Amérique latine
- Camilo
- Danny Ocean
- Feid
- Karol G
- Manuel Turizo

#### Meilleur artiste du Sud de l'Amérique latine
- Tini
- Bizarrap
- Duki
- María Becerra
- Tiago PZK